# Scabiosa
Genre
Classification phylogénétique

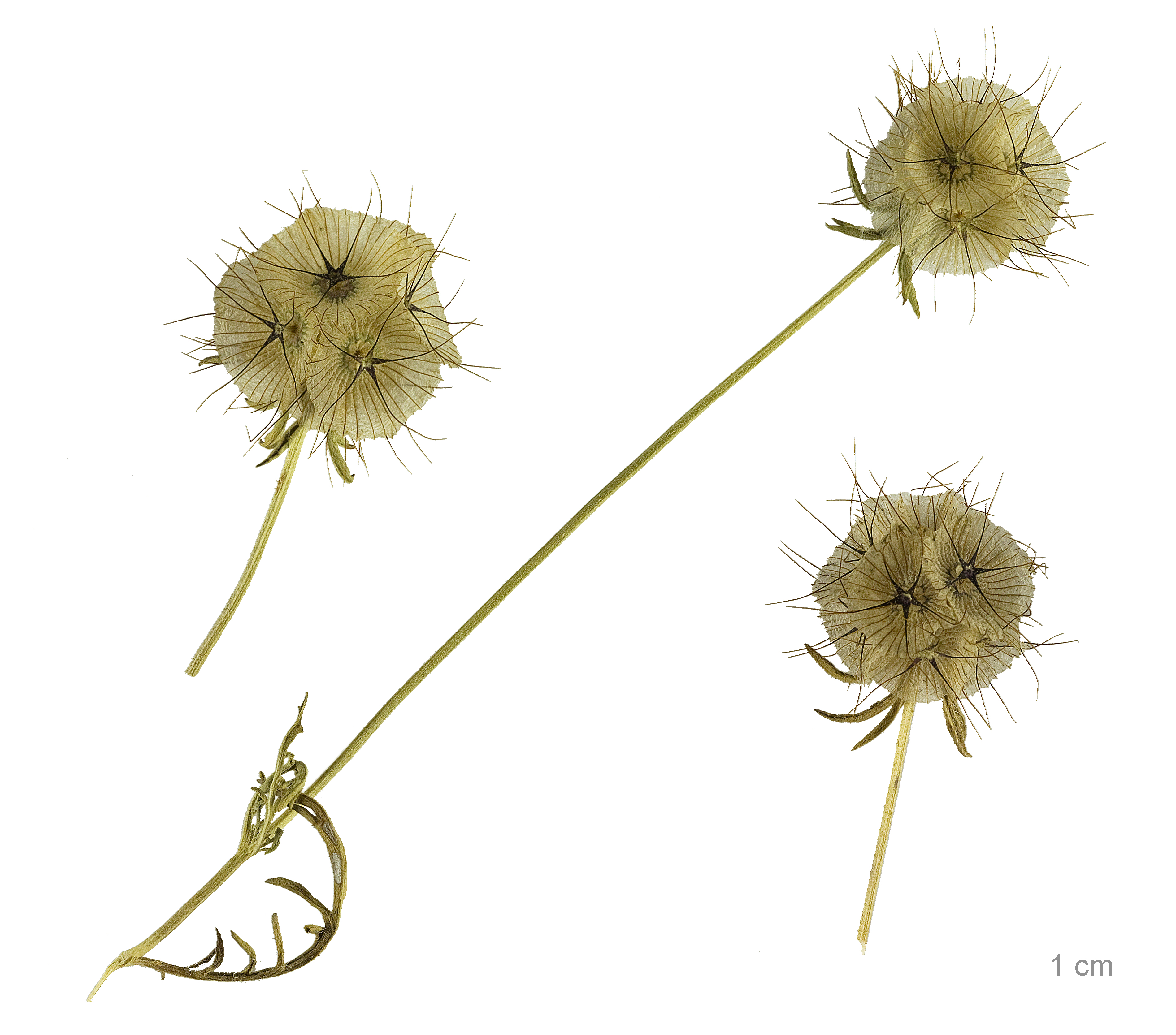
Scabiosa stellata - Muséum d'histoire naturelle de Toulouse

Scabiosa est un genre de plantes herbacées vivaces de la famille des Dipsacaceae selon la classification classique de Cronquist (1981), de la famille des Caprifoliaceae selon la classification phylogénétique APG IV (2016). Certaines de ses espèces sont appelées « scabieuse ».
Le nombre de ses espèces varie, à l'heure actuelle, selon les auteurs. En effet, le genre a subi plusieurs révisions et certaines de ses espèces avaient été déplacées vers d'autres genres (notamment Sixalix et Lomelosia). Ces déplacements sont maintenant parfois remis en cause.
Les espèces du genre Scabiosa vivent en Europe, en Afrique et en Asie.

## Étymologie
Le genre tire son nom du latin médiéval scabiosus (scabieux), signifiant galeux, de "scabies" (gale), cette plante ayant eu une utilisation pour traiter la gale et la lèpre.

## Liste d'espèces
- Scabiosa atropurpurea L.
- Scabiosa caucasica M. Bieb.
- Scabiosa cinerea
- Scabiosa crenata L. - Scabieuse crénelée
- Scabiosa columbaria L. - Scabieuse colombaire
- Scabiosa graminifolia L. - Scabieuse à feuilles de graminée
- Scabiosa lucida Vill., 1779 - Scabieuse luisante
- Scabiosa maritima
- Scabiosa ochroleuca L.
- Scabiosa palaestrina L.
- Scabiosa stellata L.
- Scabiosa triandra L. - Scabieuse à trois étamines